# Paraphotistus impressus
Espèce
Paraphotistus impressus est une espèce d'insectes coléoptères de la famille des élatéridés, décrite par l'entomologiste danois Johan Christian Fabricius en 1792. Elle est présente en Europe centrale et en Europe de l'Est, jusqu'en Russie européenne et plus rare en Europe occidentale.

## Description
Ce coléoptère mesure entre 13 et 15 millimètres de longueur, de couleur noire mate, le tégument étant recouvert d'une dense pilosité claire. Le pronotum est puissant avec une pointe prononcée de chaque côté du bord postérieur. Il est plus arrondi que chez d'autres espèces. La tête est prognathe avec un œil de chaque côté de la capsule céphalique. Les antennes comportent onze articles; relativement courtes, elles n'atteignent pas le bout du pronotum. Les pattes sont brunes terminées par un tarse à deux griffes.

## Écologie
Paraphotistus impressus est actif en été. On le rencontre surtout sur les conifères (Pinus sylvestris, Picea abies, etc.) des forêts de montagne, ou des forêts de conifères d'Europe centrale et d'Europe de l'Est, associées avec des bouleaux. On peut le trouver sous des pierres, ou en train de se poser sur des herbes dans des milieux relativement humides.